# Liste der Monuments historiques in Colpo
Die Liste der Monuments historiques in Colpo führt die Monuments historiques in der französischen Gemeinde Colpo auf.

## Liste der Bauwerke
| Bezeichnung        | Beschreibung | Standort          | Kennzeichnung | Schutzstatus | Datum | Bild |
| ------------------ | ------------ | ----------------- | ------------- | ------------ | ----- | ---- |
| Kapelle Notre-Dame |              | Kerdroguen (Lage) | PA00091161    | Inscrit      | 1946  |      |

## Liste der Objekte
- Monuments historiques (Objekte) in Colpo in der Base Palissy des französischen Kultusministeriums